# Typosyllis monilata
Typosyllis monilata är en ringmaskart som beskrevs av Imajima 1966. Typosyllis monilata ingår i släktet Typosyllis och familjen Syllidae. Inga underarter finns listade i Catalogue of Life.